# Округ Мејсон (Илиноис)
Округ Мејсон (енгл. Mason County) је округ у америчкој савезној држави Илиноис.

## Демографија
По попису из 2010. године број становника је 14.666, што је 1.372 (-8,6%) становника мање 2000. године.
| Група             | 2000.          | 2010.          |
| Белци             | 15.799 (98,5%) | 14.296 (97,5%) |
| Афроамериканци    | 19 (0,1%)      | 54 (0,4%)      |
| Азијати           | 33 (0,2%)      | 40 (0,3%)      |
| Хиспаноамериканци | 80 (0,5%)      | 117 (0,8%)     |
| Укупно            | 16.038         | 14.666         |